# Saoedi-Arabië

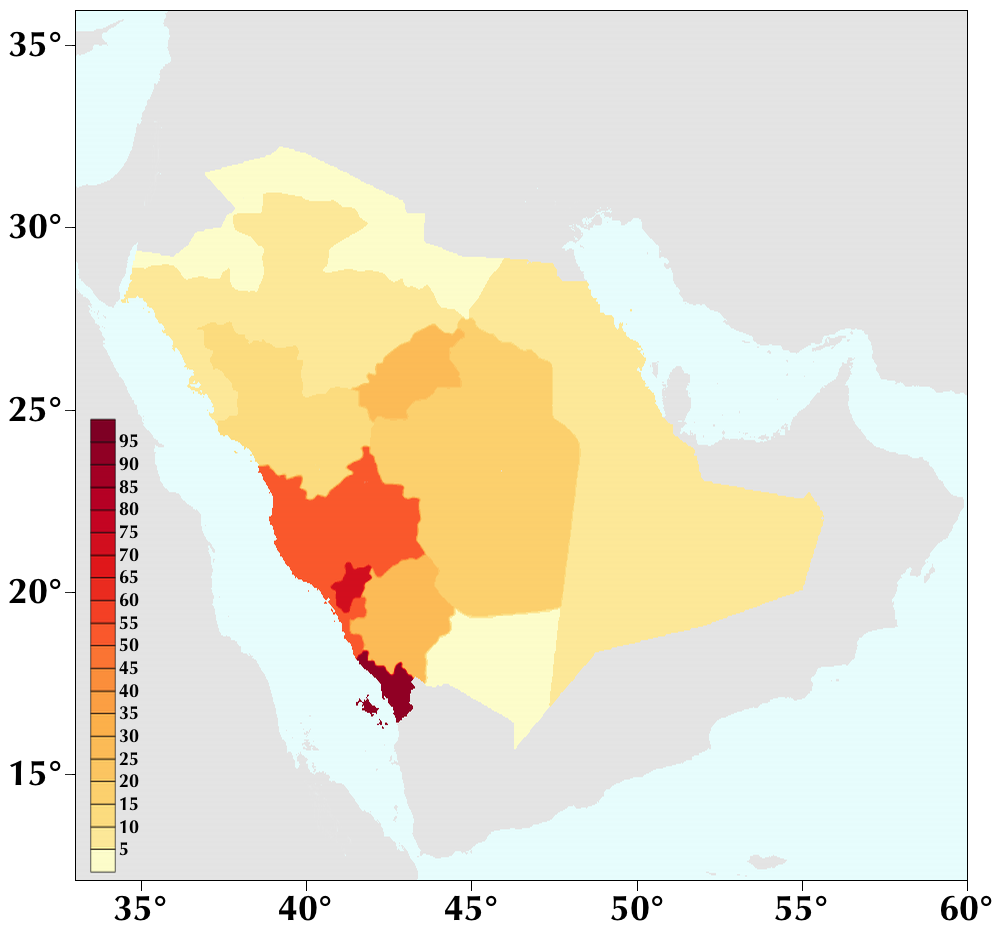
Bevolkingsdichtheid per km²

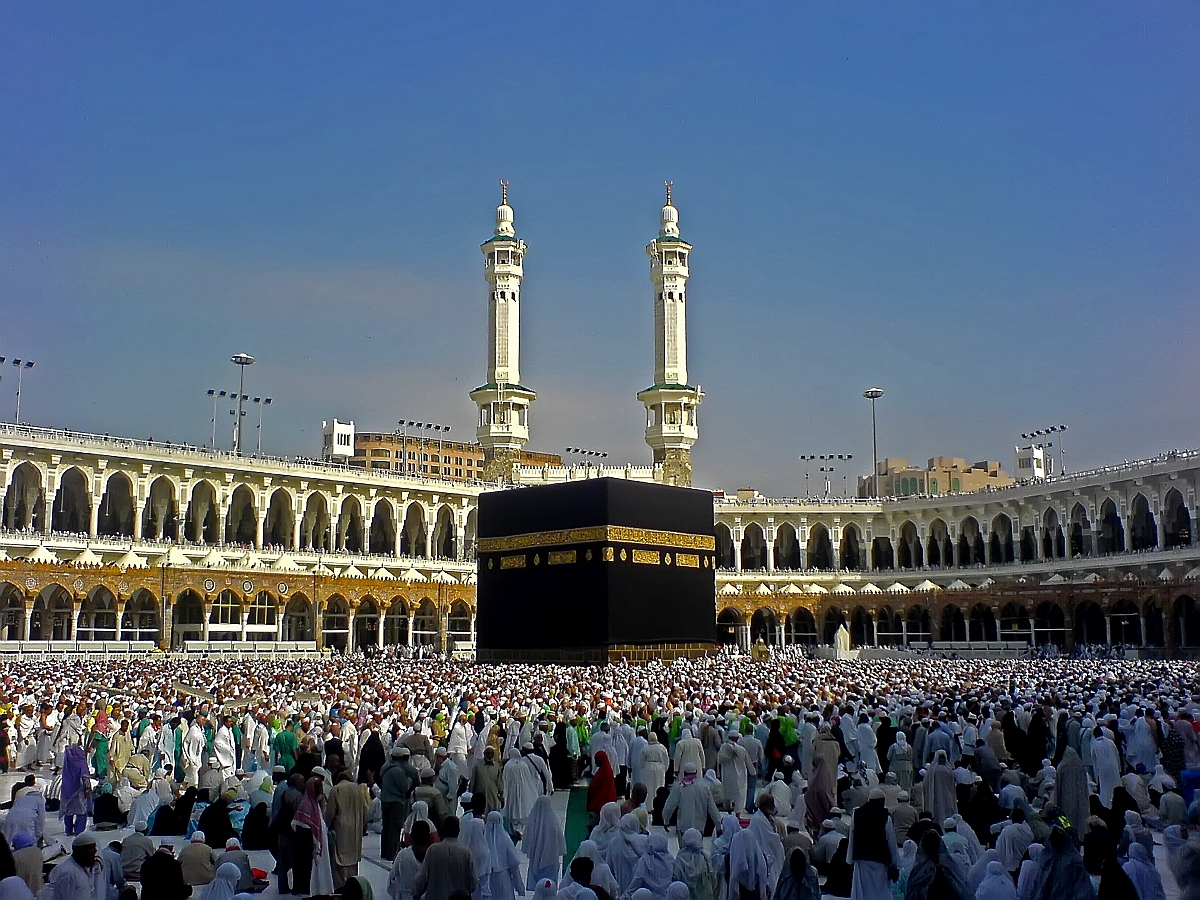
Al-Masjid al-Haram, de moskee met de Kaäba in Mekka

De evolutie van het Saoedische rijk vanaf 1902

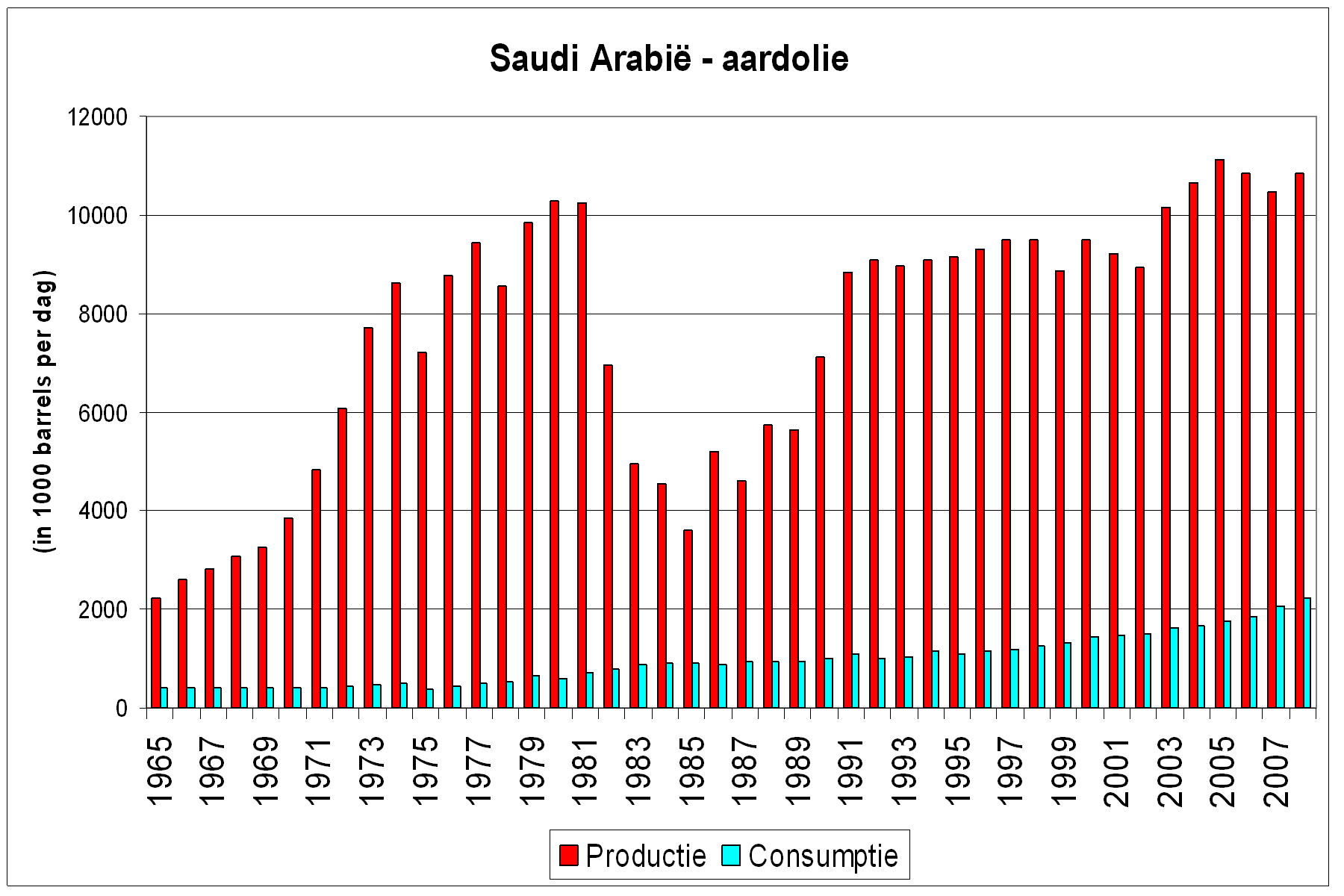
Olieproductie en consumptie Saoedi-Arabië. Bron: BP Statistical review of world energy

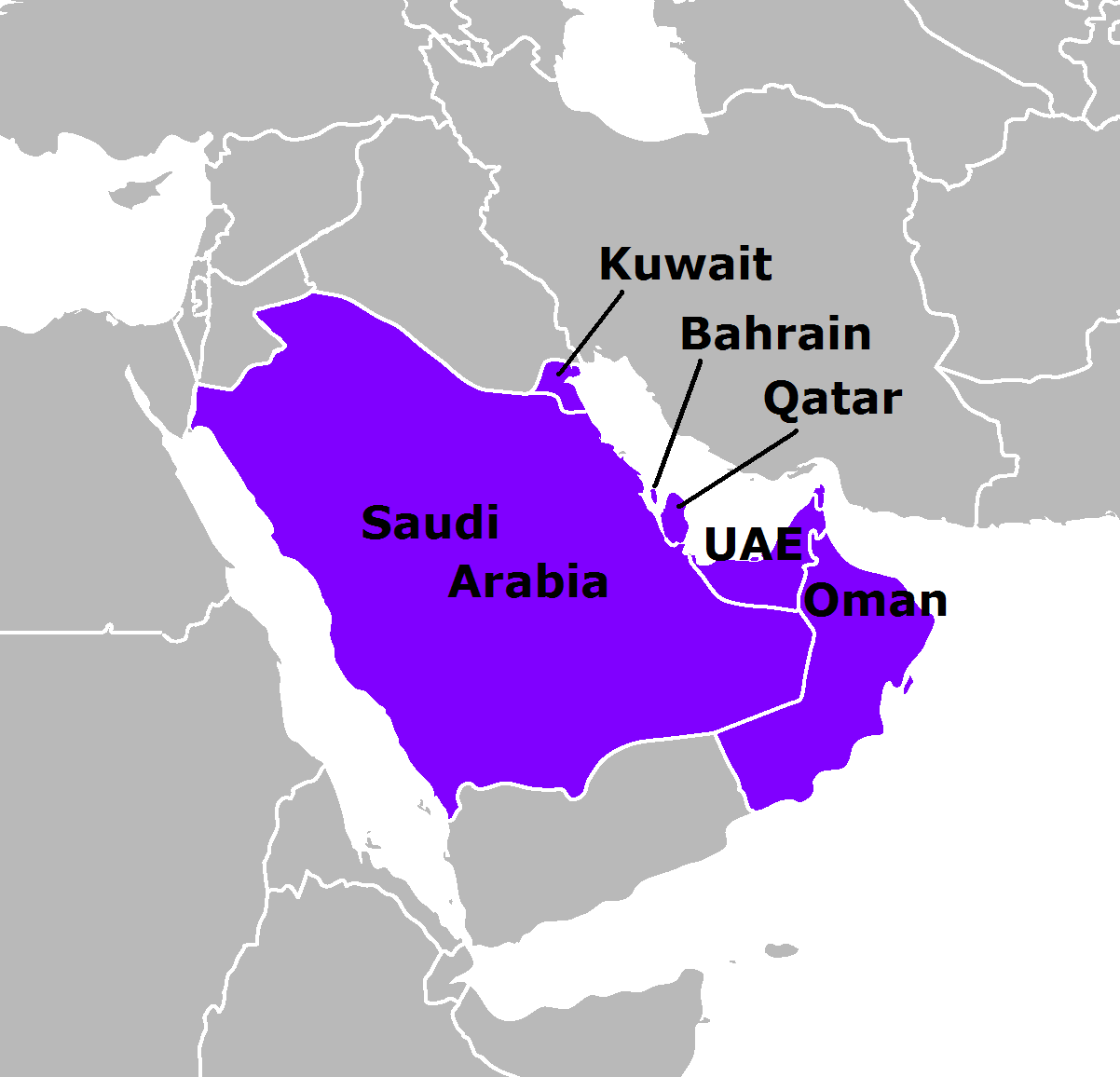
Saoedi-Arabië is de drijvende kracht achter de Samenwerkingsraad van de Golf.

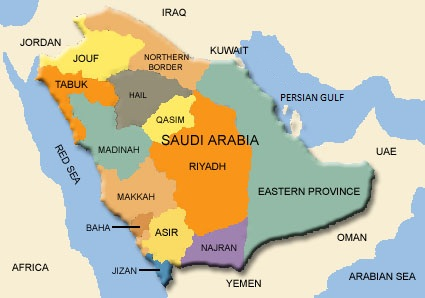
Provincies van Saoedi-Arabië

Saoedi-Arabië of Saudi-Arabië (uitspraak: [saˌudiaˈrabijə]), officieel het Koninkrijk Saoedi-Arabië (Arabisch: ٱلْمَمْلَكَة ٱلْعَرَبِيَّة ٱلسُّعُوْدِيَّة , Al-Mamlakah al-ʿArabīyah as-Suʿūdīyah), is een land in het Midden-Oosten en Azië. Dit koninkrijk beslaat het grootste deel van het Arabisch Schiereiland. Het grenst aan Jordanië, Irak, Koeweit, de Perzische Golf, Bahrein, Qatar, de Verenigde Arabische Emiraten, Oman, Jemen, de Rode Zee en de Golf van Akaba. Het land heeft een bevolking van meer dan 32 miljoen inwoners.
Hoewel de Saoedi's al eerder grondgebied in handen hadden, ontstond het huidige Saoedi-Arabië in 1932. In dat jaar voltooide Abdoel Aziz al Saoed een serie veroveringstochten die in 1902 was begonnen met de inname van de hoofdstad Riyad. Saoedi-Arabië wordt sindsdien geregeerd als absolute monarchie, met het Huis van Saoed, waartoe oprichter Abdoel Aziz behoorde, als koninklijke familie. Het is een autoritaire staat en behoort volgens Freedom House tot de meest onvrije landen, onder meer vanwege de afwezigheid van verkiezingen en de toepassing van de doodstraf. De staatsgodsdienst is de islam. Binnen de islam volgt een grote meerderheid van de bevolking het soennisme en het wahabisme. Het laatste is een fundamentalistische stroming die een grote invloed heeft uitgeoefend op de Saoedische cultuur. In Saoedi-Arabië liggen tevens de twee belangrijkste heilige plaatsen van de islam: Mekka en Medina.
Saoedi-Arabië is bijzonder rijk aan aardolie. Sinds de ontdekking van olie in 1938 groeide het land uit tot de grootste olieproducent ter wereld. De economie is ontwikkeld, maar weinig gediversifieerd. Saoedi-Arabië is aangesloten bij de Verenigde Naties, de Arabische Liga, de Organisatie voor Islamitische Samenwerking en de Organisatie van olie-exporterende landen (OPEC).
Internationaal wordt naar Saoedi-Arabië ook wel verwezen met de Engelse en Nederlandse afkorting KSA, die staat voor Kingdom of Saudi Arabia of Koninkrijk Saoedi-Arabië.

## Naam
Saoedi-Arabië kreeg zijn naam in 1932 bij het samenvoegen van de koninkrijken Nadjd en Hidjaz door Abdoel Aziz al Saoed. De staat heet al-Mamlaka al-ʻArabiyya as-Saʻūdiyya, wat letterlijk betekent het "Saoedische Arabische Koninkrijk". Het wordt ook weleens het Saoedische Koninkrijk Arabië genoemd. De naamgever van het land (en de dynastie) is Mohammed bin Saoed, die in de 18e eeuw leefde.

## Geschiedenis
De islam heeft zijn oorsprong in het gebied waar nu Saoedi-Arabië ligt. De profeet Mohammed woonde in de steden Mekka en Medina en verbreidde de nieuwe religie van daaruit. In latere eeuwen verschoven de machtscentra van de islam naar het noorden, maar de Saoedische steden bleven belangrijk als religieuze centra.
De eerste Saoedische staat begon in Centraal-Arabië rond ongeveer 1750. Een lokale heerser, Mohammed bin Saoed, ging een alliantie aan met een puriteinse hervormer van de islam, Mohammed ibn Abdul-Wahhab, om een nieuwe politieke eenheid te vormen. In de volgende 150 jaar groeide in stappen de macht en welvaart van de Saoedi's, toen zij vochten tegen Egypte, het Ottomaanse Rijk en andere Arabische families (zoals de Hasjemieten en de Rasjidi's) om zo controle over het Arabische schiereiland te krijgen. De moderne Saoedische staat werd gesticht door koning Abdoel Aziz al Saoed.
In 1902 veroverde Abdoel Aziz al Saoed Riyad, de huidige hoofdstad van de al Saoed-dynastie, op de rivaliserende al-Rasjid-stam. In 1914 brak de Eerste Wereldoorlog uit. Het Ottomaanse rijk, dat toentertijd nog Mekka en Medina in bezit had, werd aangevallen door de Arabische Hasjemieten, die vervolgens het Koninkrijk Hidjaz stichtten, waarna de Ottomanen macht over Mekka en Medina verloren. Vervolgens verklaarde het huis Saoed in 1924 de oorlog aan het Koninkrijk Hidjaz en wist succesvol Mekka en Medina in te nemen, waardoor de opstandige Hasjemieten die de Ottomanen verjaagden, werden veroverd door de Saoedi's.
Abdoel Aziz had zich niet aangesloten bij de opstand. Hij wist in die jaren de Rhasjidi's een aantal gevoelige nederlagen toe te brengen en uiteindelijk definitief te verslaan. Hij veroverde Al-Hasa, de rest van de Nadjd en de Hidjaz tussen 1913 en 1926. In 1923 kwam hij, met toestemming van de Britten, in actie tegen Ibn Ali van Hidjaz en veroverde zijn gebieden. In 1932 (op 23 september, dat nu de nationale feestdag is) werden deze voorheen losse gebieden door al Saoed verenigd in het Koninkrijk van Saoedi-Arabië, waarbij Abdoel Aziz al Saoed de eerste koning werd.
De ontdekking van olie op 3 maart 1938 veranderde de economie van het land ingrijpend. De rijkdom van de olie kwam aan de koning en zijn familieleden toe. Deze dynastie is voor een deel afhankelijk van wapenleveringen door de Verenigde Staten en het Verenigd Koninkrijk.
Pas in 1962 werd in Saoedi-Arabië de slavernij afgeschaft. Vanaf de jaren 80 kwam de regering onder een toenemende druk te staan van islamitische extremisten, die vonden dat zij de regels van de islam niet strikt genoeg naleefde. De aanwezigheid van Amerikaanse troepen tijdens de Golfoorlog op Saoedisch grondgebied leidde tot nog meer draagvlak voor de extremisten. De Saoedische regering kwam hen tegemoet door veel strakkere regelgeving naar islamitisch gebruik. Zo werden bioscopen verboden en kregen religieuze leiders veel meer inspraak op het regeringsbeleid.

## Geografie
- lengte landgrenzen: totaal 4415 km (814 km met Irak, 728 km met Jordanië, 676 km met Oman, 222 km met Koeweit, 60 km met Qatar, 475 km met de Verenigde Arabische Emiraten, 1458 km met Jemen.
- kustlijn: 2640 km (met de Rode Zee en de Perzische Golf)
- hoogste punt: Jabal Sawda 3133 m
- Enkele streken: Asir, Hidjaz, Nadjd en de Rub al Khali

## Demografie
Sinds het begin van de 20e eeuw is de bevolking vervijftienvoudigd, van 1,5 miljoen inwoners tot 34.173.498 (2020). Tussen 1975 en 2005 was de gemiddelde jaarlijkse groei van de bevolking 3,9%. De bevolking is relatief jong: 35% is jonger dan 15 jaar en slechts 3% is ouder dan 65 jaar. Van de totale bevolking woont 81% in de steden; in 1975 was dit nog 37%. De gemiddelde levensverwachting is gestegen van 54 jaar in de periode 1970-1975 tot 72 jaar in 2000-2005. Van de totale bevolking heeft 73% de Saoedische nationaliteit. Saoedi-Arabië kent een overschot aan mannen, hun aandeel is 55%, maar dit wordt vooral veroorzaakt door de populatie van buitenlandse werknemers die voor het grootste deel uit mannen bestaat.
De beroepsbevolking telt circa 8,5 miljoen mensen en is ongeveer gelijk verdeeld over Saoedi's en buitenlanders. Het aandeel van mannen in de beroepsbevolking is 85%. Voor de overheid werken 900.000 personen, waarvan 92% met de Saoedische nationaliteit. Voor de private sector werken ruim 6 miljoen mensen, maar hier is meer dan 85% buitenlander. In 2008 zaten ongeveer 416.000 Saoedi's zonder baan tegen 21.000 buitenlanders. Het Saoedische regime heeft aangekondigd dat in de toekomst maximaal 20% buitenlandse gastarbeiders mogen werken, waardoor naar schatting 2,9 miljoen gastarbeiders het land moeten verlaten. Of deze maatregel ook daadwerkelijk uitgevoerd gaat worden is onduidelijk.
In Saoedi-Arabië werken circa 1,5 miljoen buitenlandse huishoudsters, die vaak afkomstig zijn uit Zuid-Azië en Zuidoost-Azië. Hun aanwezigheid is geregeld onder een systeem dat bekendstaat als kafala, oftewel sponsorschap. Hun werkgever ('sponsor') is voor hen verantwoordelijk en zij hebben zelf nauwelijks rechten. Mede hierdoor doen zij hun werk vaak onder erbarmelijke omstandigheden en vaak worden zij uitgebuit. Volgens de mensenrechtenorganisatie Human Rights Watch komt mishandeling vaak voor.

## Religie
Saoedi-Arabië staat bekend als een centrum van de islam en kent vrijwel geen godsdienstvrijheid. De islam is de dominante godsdienst en staatsgodsdienst. Niet-islamitische godsdiensten worden slechts binnenshuis getolereerd (voornamelijk onder buitenlanders), en op voorwaarde dat zij geen moslims proberen te bekeren. In praktijk worden ook plechtigheden binnenshuis regelmatig verstoord door de religieuze politie, de Mutawa. Deze Mutawa, bestaande uit voornamelijk bekeerlingen tot de islam, heeft tot taak de naleving van de sharia te controleren, en is door zijn harde en willekeurige optreden controversieel.

### Vroege middeleeuwen
Het christendom kwam op het Arabisch Schiereiland eerder voor dan de islam, namelijk vanaf de 4e en 5e eeuw. De Ghassaniden waren een Arabische christelijke dynastie die van het einde van de 4e eeuw tot ca. 600 over de half nomadische Arabieren van Zuid-Syrië, Jordanië en noordelijk Saoedi-Arabië heerste en vanaf keizer Anastasius (491–518) tot Mauricius (582–602) als vazallen van het Byzantijnse Rijk een buffergebied vormden tegen de Perzen en hun Arabische ongekerstende bondgenoten, de Lachhmiden van Hira.

### Centrum van de islam
Saoedi-Arabië is het centrum van de islam. In het land zijn de belangrijkste islamitische heilige plaatsen gelegen: Mekka en Medina. Het land ontvangt jaarlijks miljoenen islamitische pelgrims die de hadj willen volbrengen. Deze heilige plaatsen zijn slechts toegankelijk voor moslims. Voor de ontdekking van aardolie in 1938 vormden deze pelgrimstochten de belangrijkste inkomstenbron voor (het toen nog arme) Saoedi-Arabië.
De staatsgodsdienst is de soennitische richting van de islam, die door 84% van de bevolking gevolgd wordt. Meer specifiek worden de Saoediërs gezien als aanhangers van het wahabisme, een puriteinse stroming die in de 18e eeuw opgang deed in het centrale deel van het land. De dominante islamitische rechtsschool is het hanbalisme. In het noordoosten (provincie al-Hasa) woont een sjiitische minderheid, die circa 14% van de bevolking vormt. Er wonen minderheden van twaalver en vijver sjiieten in het zuidwesten (Hidjaz).
De grootmoefti van Saoedi-Arabië is Abdul Aziz Aal ash-Shaikh. Hij is de belangrijkste geestelijke van het land. Zijn fatwa's hebben belangrijke juridische consequenties. Het Saoedische rechtsstelsel is gebaseerd op de sharia.

### Christendom
Anno 2008 woonden er ongeveer 1 tot 1,5 miljoen christenen, veelal gastarbeiders uit de Filipijnen of andere landen. In Saoedi-Arabië zijn geen kerken omdat de dominante stroming van de islam dat verboden heeft. De laatste priester werd in 1985 het land uitgezet. Saoedi-Arabië wordt hierom internationaal bekritiseerd. Buitenlanders mogen christen zijn en in kleine groepen thuis samenkomen, maar dit geldt niet voor de eigen bevolking. De islam verlaten voor een andere godsdienst is niet toegestaan. Op dit 'vergrijp' staat een lange gevangenisstraf. In theorie kan zelfs de doodstraf worden opgelegd.
In maart 2012 baarde de Saoedische grootmoefti internationaal opzien toen hij bij een bezoek van een delegatie uit Koeweit zei dat het "noodzakelijk [is] om alle kerken op het Arabisch Schiereiland te vernietigen", in navolging van een aan Mohammed toegeschreven uitspraak (hadith).

### Overige religies
Naast de islam en het christendom zijn er nog diverse minderheden met verschillende religies. Er zijn ongeveer 250.000 hindoes, ongeveer 70.000 boeddhisten, 45.000 Sikhs.

## Staatsinrichting en politiek

### Koningshuis
Het koninkrijk wordt bestuurd door de leden van het Huis van Saoed, de koninklijke familie van Saoedi-Arabië.
Sinds 23 januari 2015 is Salman bin Abdoel Aziz al-Saoed (1935) de koning van Saoedi-Arabië. Naast staatshoofd was hij tot september 2022 ook premier van het land. Salman was daarvoor kroonprins en minister van Defensie. Eerder was hij gouverneur van Riyad.
De kroonprins is de plaatsvervanger van de koning. Van januari tot april 2015 was Moekrin bin Abdoel Aziz Al-Saoed de kroonprins van Saoedi-Arabië. In januari 2015 werd Mohammed bin Nayef als vice-kroonprins aangesteld, in april 2015 werd hij de nieuwe kroonprins. In juni 2017 werd Mohammed bin Nayef aan de kant geschoven en werd de zoon van koning Salman, Mohammad bin Salman al-Saoed, de nieuwe kroonprins. Hij werd in september 2022 ook benoemd als premier van Saoedi-Arabië.
De vorige koning Abdoellah bin Abdoel Aziz al-Saoed (1924-2015) overleed op 23 januari 2015. Abdoellah regeerde sinds 2005 toen hij zijn overleden broer Fahd opvolgde. De koning was al op hoge leeftijd en was de laatste jaren herhaaldelijk geopereerd aan zijn rug, waardoor hij niet altijd in staat was zijn taken zelf uit te voeren.
In Saoedi-Arabië komen alleen mannelijke leden van het koningshuis in aanmerking voor het koningschap; de prinsessen bemoeien zich in het geheel niet met staatszaken.
De koninklijke familie wordt geschat op zo'n 5000 leden. De eerste koning van Saoedi-Arabië (Abdoel Aziz) had 45 zonen bij zijn vele vrouwen, die op hun beurt ook weer vele kinderen en kleinkinderen kregen. Binnen de Saoedische clan woedt achter de schermen een strijd om de macht. De huidige kroonprins Moekrin is de laatst overgebleven zoon naast de huidige koning. De benoeming van een zoon van de overleden Nayef als vice-kroonprins is dan ook een duidelijk politiek signaal van de huidige koning aan de tak van de recent overleden koning Abdoellah.
Het Saoedische koningshuis is een absolute monarchie en regeert dus zonder grondwet. Het koningshuis hoeft geen enkele verantwoording af te leggen aan het volk. Het binnenkomende oliegeld gaat rechtstreeks naar deze Saoedische familie.

### Wetgeving
Drie koninklijke besluiten van 1 maart 1992 definiëren een basiswet die het systeem van de overheid vastlegt. Deze basiswet is gebaseerd op de Koran en de sharia. Volgens een bepaalde definitie is Saoedi-Arabië dus een theocratie.
De islam heeft een allesbepalende rol in het dagelijks leven. Het puriteinse wahabisme is de dominante islamitische stroming in het land en dat heeft geleid tot een strenge interpretatie van de sharia. De interpretatie van de islam in Saoedi-Arabië is zo dat lijfstraffen (zoals stokslagen en zweepslagen) en onthoofding er geregeld worden opgelegd. De onthoofdingen vinden plaats in het openbaar. Een van de misdaden waarvoor onthoofding plaatsvindt, is tovenarij.
Naast de sharia heeft het land ook moderne wetgeving, zoals de wetgeving voor de internationale handel en de diplomatie.
In oktober 2007 kondigde koning Abdoellah een hervorming van het gerechtelijk systeem aan.

### Adviesraden
In 1993 benoemde de koning een raadgevend parlement, de Majlis al-Shura van Saoedi-Arabië, dat 150 leden telt. De Majlis heeft de bevoegdheid om wetsvoorstellen te doen, maar zij heeft geen bevoegdheden om besluiten te nemen of wetgeving aan te nemen. De koning beslist uiteindelijk (veto) over de wetsvoorstellen.
In 2005 werden voor het eerst de eerste verkiezingen gehouden en konden de mannelijke burgers de helft van de leden van de gemeenteraden verkiezen. De andere helft van de gemeenteraad werd (en wordt) benoemd.
In 2013 werden 30 van de 150 zetels in de Majlis gereserveerd voor vrouwen, die nog wel apart moeten zitten van de mannen.
Sinds 2015 krijgen vrouwen ook passief en actief kiesrecht voor de beschikbare zetels in de gemeenteraden en de Majlis. Het is echter nog altijd verboden voor vrouwen om vreemden aan te spreken, en om foto's van zichzelf te verspreiden, wat het erg moeilijk maakt om aan politiek te doen.

### Mensenrechten en de positie van vrouwen

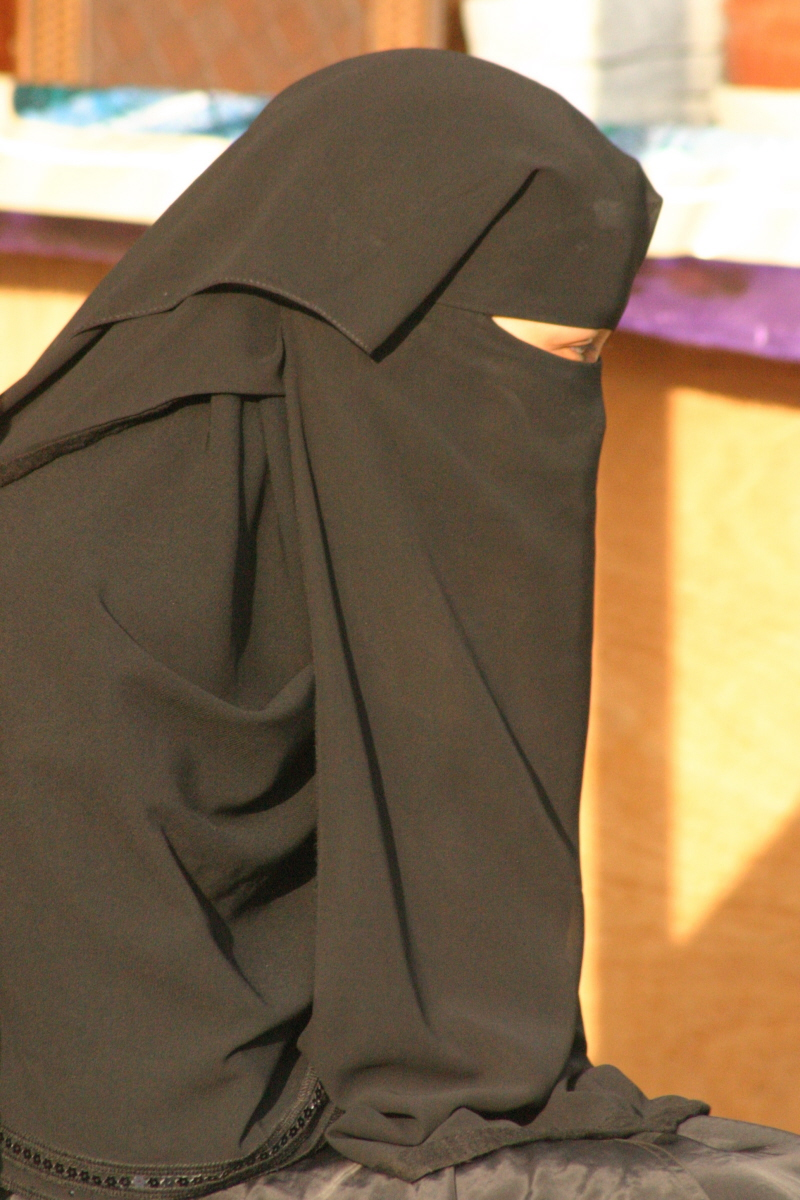
Een Saoedische vrouw

In Saoedi-Arabië worden de mensenrechten regelmatig geschonden. Saoedi's kunnen zonder reden of proces worden gearresteerd en vastgehouden. In gevangenissen worden mensen slecht behandeld en gemarteld.
Vrouwen zijn zeer beperkt in hun bewegingsvrijheid. Ze kunnen niet zonder begeleiding van een mannelijk familielid de straat op. Ze zijn ook verplicht een hoofddoek te dragen en het gehele lichaam te bedekken. Daarnaast mochten ze tot 2017 geen rijbewijs aanvragen en dus ook niet autorijden; Saoedi-Arabië was daarmee het laatste land ter wereld dat dat verbood. In grote steden als Riyad en Jeddah mogen vrouwen ook geen gebruik maken van het openbaar vervoer. Het is vrouwen niet toegestaan zelfstandig officiële transacties en grote aankopen te doen. Ook in restaurants dienen vrouwen apart te gaan zitten. De vrouwenafdelingen zijn vaak van een mindere kwaliteit. Ook westerse restaurants als McDonald's hebben aparte ruimten voor mannen en vrouwen. Vrouwen hadden tot 2013 geen eigen identiteitskaart. Ze waren geregistreerd op het identiteitsbewijs van hun vader of echtgenoot. Vanaf 2013 hebben vrouwen wel een identiteitskaart, maar hebben toestemming van hun vader of echtgenoot nodig om te reizen. Mannen mogen meerdere vrouwen hebben, andersom niet. Er is geen minimumleeftijd om te huwen. De religieuze autoriteiten geven 9 jaar voor een meisje en 15 jaar voor een jongen aan als minimumleeftijd. Sinds 2013 mogen vrouwen fietsen, zolang ze maar zijn vergezeld door een mannelijk familielid en 'volledig eerbaar gekleed' zijn.
Tot nu toe mogen vrouwen niet stemmen of verkozen worden. Door koning Abdoellah zijn in september 2011 toezeggingen gedaan dat dit bij de verkiezingen van 2015 zal veranderen. Deze scherpe scheiding tussen mannen en vrouwen wordt Purdah genoemd. Deze scheiding wordt door mensenrechtenorganisaties ook wel als apartheid aangeduid.
Op afvalligheid van de islam staat de doodstraf. In februari 2012 twitterde de 23-jarige Hamsa Kashgari kritisch over de profeet Mohammed. Na bedreigingen op oproepen hem de doodstraf op te leggen vluchtte hij vergeefs het land uit, want hij werd op grond van een internationaal arrestatiebevel direct aangehouden en uitgeleverd door Maleisië. Na internationale druk werd hij uiteindelijk in oktober 2013 vrijgelaten, nadat hij echter wel zonder formele aanklacht anderhalf jaar was vastgehouden.
Tot 2004 werden joden geweerd uit Saoedi-Arabië. Bezoekers van Saoedi-Arabië mogen geen stempel van een bezoek aan Israël in hun paspoort hebben staan. Israëlische staatsburgers hebben ook geen toegang tot het land. Homoseksuele activiteiten worden in Saoedi-Arabië bestraft met zweepslagen of de doodstraf (door openbare onthoofding).

### Financiën
De belangrijkste inkomstenbron van de overheid is de oliewinning; tussen 1991 en 2015 lag het aandeel gemiddeld rond de 80% van alle inkomsten. Veranderingen in de olieprijs hebben ook gevolgen voor de inkomsten waardoor deze fluctueren. Het aandeel van de niet-olie inkomsten laat een gestage groei zien. Tussen 2015 en 2022 was gemiddeld 37% van de inkomsten niet aan olie gerelateerd. De uitgaven van de overheid vertonen een meer gelijk matig patroon. maar met een stijgende trend. De tekorten konden tot 2015 redelijk opgevangen worden door extra inkomsten in de jaren met hoge olieprijzen, maar vanaf 2015 is een duidelijk stijging van de staatsschuld zichtbaar. Was deze in 2015 nog 142 miljard riyal, in 2022 was deze toegenomen tot 990 miljard riyal.
| Jaar | Overheids- inkomsten | waarvan olie | idem in % van totaal | Overheids- uitgaven | Begrotings- overschot/ -tekort |
| ---- | -------------------- | ------------ | -------------------- | ------------------- | ------------------------------ |
| 2000 | 258                  | 214          | 83%                  | 235                 | 23                             |
| 2005 | 565                  | 505          | 89%                  | 346                 | 219                            |
| 2010 | 741                  | 670          | 90%                  | 654                 | 87                             |
| 2015 | 613                  | 446          | 73%                  | 1001                | −388                           |
| 2020 | 782                  | 413          | 53%                  | 1076                | −294                           |
| 2021 | 965                  | 562          | 58%                  | 1039                | −74                            |
| 2022 | 1268                 | 857          | 68%                  | 1164                | 104                            |
| 2023 | 1212                 | 755          | 62%                  | 1293                | −81                            |

### Bestuurlijke indeling
Saoedi-Arabië is onderverdeeld in dertien provincies of regio's (منطقة, mintaqa). Deze zijn verdeeld in gemeenten (أمانة, amanah) en gouvernementen (محافظة, muḥāfaẓä). Deze zijn verder verdeeld in centra (مركز, markaz).
| Schema van de bestuurslagen van Saoedi-Arabië                                          | Schema van de bestuurslagen van Saoedi-Arabië                 | Schema van de bestuurslagen van Saoedi-Arabië | Schema van de bestuurslagen van Saoedi-Arabië |
| -------------------------------------------------------------------------------------- | ------------------------------------------------------------- | --------------------------------------------- | --------------------------------------------- |
| Koninkrijk Saoedi-Arabië - المملكة العربية السعودية al-Mamlaka al-ʿArabīya as-Saʿūdīya | 13 administratieve regio's[a] - منطقة إدارية minṭaqa idāriyya | gemeenten - أمانة amanah                      | gemeenten - أمانة amanah                      |
| Koninkrijk Saoedi-Arabië - المملكة العربية السعودية al-Mamlaka al-ʿArabīya as-Saʿūdīya | 13 administratieve regio's[a] - منطقة إدارية minṭaqa idāriyya | gouvernementen - محافظة muḥāfaẓä              | centra - مركز markaz                          |
| *a: منطقة إدارية wordt ook wel minder correct vertaald met provincie.                  |                                                               |                                               |                                               |

## Economie

### Algemeen
De economie van het land wordt gedomineerd door olie. Ongeveer een derde van de economie is direct afhankelijk van de olie en indirect, inclusief bijvoorbeeld de petrochemische industrie, ligt dit aandeel nog hoger. De olieproductie is relatief stabiel, maar veranderingen in de olieprijs zijn duidelijk zichtbaar. De olie is niet alleen een belangrijke bron van inkomsten voor de overheid, maar zorgt ook voor hoge exportopbrengsten en een aanzienlijk overschot op de lopende rekening. Dankzij de olieopbrengsten heeft het land in 2014 de staatsschuld tot bijna nul gereduceerd. In 2015 zijn de olieprijzen gehalveerd en tot 2020 laag gebleven waardoor de economische groei daalde, de overheid heeft moeten bezuinigen en de staatsschuld is gestegen. Het land kent een uitgebreid netwerk van autosnelwegen.
Hieronder een overzicht van belangrijke economische indicatoren van Saoedi-Arabië.
| Jaar     | Bnp (× riyal miljard) | Bnp (× US$ miljard) | Reële groei (% mut JoJ) | Werkloosheid (in % beroeps- bevolking) | Bruto staatsschuld (in % bnp) | Saldo lopende rekening (in % bnp) | Olieprijs OPEC-mandje (US$/barrel) |
| -------- | --------------------- | ------------------- | ----------------------- | -------------------------------------- | ----------------------------- | --------------------------------- | ---------------------------------- |
| 1980     | 547                   | 155                 | 5,7%                    |                                        |                               | 25,2%                             |                                    |
| 1985     | 376                   | 104                 | -9,8%                   |                                        |                               | −12,4%                            |                                    |
| 1990     | 441                   | 118                 | 15,2%                   |                                        |                               | −3,5%                             |                                    |
| 1995     | 537                   | 143                 | 0,2%                    |                                        | 74,2%                         | −3,7%                             |                                    |
| 2000     | 711                   | 190                 | 5,6%                    | 4,6%                                   | 86,7%                         | 7,5%                              |                                    |
| 2005     | 1231                  | 328                 | 5,6%                    | 6,1%                                   | 37,3%                         | 27,4%                             | 50,6                               |
| 2010     | 1981                  | 528                 | 5,0%                    | 5,5%                                   | 8,4%                          | 12,6%                             | 77,5                               |
| 2011     | 2511                  | 670                 | 10,0%                   | 5,8%                                   | 5,4%                          | 23,7%                             | 107,5                              |
| 2012     | 2752                  | 734                 | 5,4%                    | 5,5%                                   | 3,6%                          | 22,4%                             | 109,5                              |
| 2013     | 2791                  | 744                 | 2,7%                    | 5,6%                                   | 2,2%                          | 18,6%                             | 105,9                              |
| 2014     | 2836                  | 756                 | 3,7%                    | 5,7%                                   | 1,6%                          | 9,8%                              | 96,3                               |
| 2015     | 2510                  | 660                 | 4,7%                    | 5,6%                                   | 5,7%                          | −8,5%                             | 49,5                               |
| 2016     | 2497                  | 666                 | 2,4%                    | 5,6%                                   | 12,7%                         | −3,6%                             | 40,8                               |
| 2017     | 2681                  | 715                 | −0,1%                   | 5,9%                                   | 16,5%                         | 1,5%                              | 52,4                               |
| 2018     | 3175                  | 847                 | 3,2%                    | 6,0%                                   | 17,6%                         | 8,6%                              | 69,8                               |
| 2019     | 3144                  | 839                 | 1,1%                    | 5,6%                                   | 21,6%                         | 4,6%                              | 64,0                               |
| 2020     | 2754                  | 734                 | −3,6%                   | 7,7%                                   | 31,0%                         | −3,5%                             | 41,5                               |
| 2021     | 3278                  | 874                 | 5,1%                    | 6,1%                                   | 28,6%                         | 4,6%                              | 69,9                               |
| 2022     | 4157                  | 1109                | 7,8%                    | 4,9%                                   | 23,8%                         | 13,6%                             | 100,1                              |
| 2023     | 4003                  | 1068                | −0,8%                   | 4,0%                                   | 26,2%                         | 3,3%                              | 83,0                               |
| 2024 (t) | 4071                  | 1085                | 1,3%                    | 3,5%                                   | 29,9%                         | −0,5%                             | 78,9                               |

### Energievoorziening
In 2014 produceerde het land 622 miljoen ton olie-equivalent (Mtoe), olie en gas. De binnenlandse consumptie, TPES (total primary energy supply), was 214 Mtoe. Het land exporteerde 406 Mtoe fossiele brandstof meer dan het importeerde.
Van de energie ging ongeveer 70 Mtoe verloren bij conversie, vooral bij elektriciteitsopwekking. 28 Mtoe werd gebruikt voor niet-energetische producten zoals smeermiddelen, asfalt en petrochemicaliën. Voor eindgebruikers resteerde 114 Mtoe waarvan 23 Mtoe = 260 TWh elektriciteit.
De uitstoot van kooldioxide was 507 megaton in 2015. Dit was ruim 16 ton per persoon en veel meer dan het wereldgemiddelde van 4,5 ton per persoon.

### Olie
Op 3 maart 1938 stroomde de eerste olie uit een bron op Saoedisch grondgebied. Bijna vijf jaar had de Amerikaanse Standard Oil Company of California al gezocht naar olie voor dit eerste succes werd geboekt. In 1933 tekende het oliebedrijf met de Saoedische minister van Financiën een concessieovereenkomst. Op een diepte van 1.441 meter werd een olieveld aangeboord wat de start betekende van een bloeiende olie-industrie. Tot diep in de jaren 70 bleven de Amerikaanse oliebedrijven een belangrijke rol spelen. De krachten van Mobil, Exxon en Standard Oil Company of California waren gebundeld in Aramco, de Arabian American Oil Company. Het koninkrijk was echter niet tevreden over de verdeling van de olie-inkomsten en in een aantal stappen verwierf de Saoedische staat in 1980 het volledige eigendom van Aramco. In 1988 werd de naam omgedoopt in Saudi Aramco.
Saoedi-Arabië heeft de op een na grootste olievoorraad ter wereld, volgens schattingen van de regering waren de reserves per eind 2010 zo'n 264 miljard barrels. De olieproductie in dat jaar bedroeg 2.980 miljoen barrels, ofwel een gemiddelde productie van 8,2 miljoen barrels per dag. De reserves zijn groot genoeg om het huidige productietempo nog ruim 80 jaar vol te houden. Van de geproduceerde aardolie wordt 80% in de vorm van ruwe olie geëxporteerd. De belangrijkste afzetmarkten waren in 2010 het Verre Oosten, met een aandeel van 64%, gevolgd door Noord-Amerika (18%) en West-Europa (10%). Het land heeft ook een belangrijke olieraffinage-industrie. In 2010 werd circa 700 miljoen barrels aan olieproducten geproduceerd. Na aftrek van het binnenlands verbruik wordt de helft geëxporteerd, waarbij het Verre Oosten wederom de belangrijkste afzetmarkt is. In vergelijking tot olie, is de ontwikkeling van de aardgasindustrie onderontwikkeld. Saoedi-Arabië heeft daarnaast ook een stevige ambitie op het gebied van zonne-energie. Het land wil de komende jaren 100 miljard dollar investeren om zo minder olie te hoeven gebruiken.
Naast de oliesector kent het land een bescheiden mijnbouwsector. In 2008 bedroeg de goudproductie 146.000 ounce en er werd 265.000 ounce zilver gewonnen. Verder werd nog op zeer bescheiden schaal koper en zink gewonnen.

### Buitenlandse handel
Saoedi-Arabië exporteert fors meer dan het importeert. Olie en olieproducten zijn de belangrijkste exportgoederen. Het aandeel van ruwe olie, olieproducten en petrochemische producten was 95% in de totale exportwaarde in 2008. De opbrengsten zijn afhankelijk van de uitgevoerde hoeveelheden en de wereldmarktprijs voor aardolie. De prijs is aan grote schommelingen onderhevig en daarmee ook dus de exportopbrengsten. De overheid streeft naar een stabiele, maar ook hoge olieprijs, om daarmee de inkomsten zeker te stellen. De import bestaat voornamelijk uit consumptiegoederen, waaronder voedingsmiddelen en textiel, en kapitaalgoederen als machines en transportmiddelen. De Verenigde Staten, China en Japan zijn de belangrijkste exporteurs naar Saoedi-Arabië. Nederland en België hebben overigens een zeer bescheiden aandeel in de handel met het land.
Saoedi-Arabië handelt niet met Israël. Westerse bedrijven die zaken willen doen met Saoedi-Arabië moesten in de jaren 70 en 80 voor al hun werknemers zogenaamde niet-Joodverklaringen overleggen.

### Nutsbedrijven
Het land verbruikte in 2008 ongeveer 22 miljard m3 water, hiervan gaat 88% naar de landbouw, circa 9% is voor consumptie en de rest gaat naar de industrie. De gemiddelde neerslag is slechts 70 à 100 millimeter per jaar, het land heeft geen rivieren en meren en het water is daarom vooral afkomstig uit ondergrondse waterbronnen. Eenmaal opgepompt water wordt niet meer aangevuld waardoor deze reserves eindig zijn. Daarnaast beschikt het land over 30 installaties waar zeewater wordt omgezet in zoet water. Zes ontziltingsinstallaties staan aan de oostkust en 24 aan de westkust van Saoedi-Arabië en de totale productie was 1 miljard 3 in 2008. De meeste zoetwaterinstallaties zijn gecombineerd met elektriciteitscentrales.
De elektriciteitsproductie laat een sterke groei zien. In de periode 2004 tot 2008 steeg de consumptie met 25% tot 181.000 gigawattuur. De productiecapaciteit steeg in een gelijk tempo tot 35.000 megawatt (MW) over deze periode van vijf jaar. Gezinnen zijn de grootste verbruikers met een aandeel van 54%; de landbouw de kleinste met een aandeel van slechts 2%. Bijna de gehele elektriciteitsvoorziening is in de handen van de Saudi Electricity Company (SEC), een beursgenoteerd bedrijf met de overheid als grootste aandeelhouder. Direct heeft de Staat een belang van 74% en indirect nog eens 7% via Saudi Aramco, een 100% staatsbedrijf. SEC produceert elektriciteit en verzorgt de transmissie en distributie naar de eindverbruiker. De meest gebruikte brandstof voor de opwekking van elektriciteit is aardgas. SEC beschikt over een vloot van 53 grote en 17 kleine centrales per eind 2009. SEC zelf meldt een totale capaciteit van 45.600 MW in het jaarverslag over 2009. Het bedrijf is volledig gereguleerd waarbij de overheid alle tarieven vaststelt.

### Effectenbeurs
Het land heeft sinds 2007 een eigen effectenbeurs, de Saudi Stock Exchange, ook wel Tadawul genoemd. Op de beurs waren in de eerste helft van 2015 zo’n 160 bedrijven genoteerd met een totale beurswaarde van $ 570 miljard. De beurs is daarmee groter dan die van Rusland, Indonesië en Mexico. De belangrijkste aandelenindex is de Tadawul All Share Index (TASI). Alleen beleggers uit de Golfstaten konden direct op de beurs effecten verhandelen, maar vanaf medio juni 2015 kunnen ook geselecteerde institutionele beleggers, met een belegd vermogen van meer dan $ 5 miljard, direct handelen op de beurs.

## Internationaal
Saoedi-Arabië behoort tot de Arabische wereld en is gelegen in het Midden-Oosten. Deze regio wordt ook wel de MENA (Middle East North Africa) genoemd.
Het land is een niet-gebonden staat waarvan het buitenlands beleid als doel heeft tot het behoud van haar veiligheid en haar positie op het Arabisch Schiereiland, het verdedigen van algemene Arabische en islamitische belangen, het promoten van solidariteit tussen overheden van islamitische staten en het aangaan en onderhouden van samenwerkingsverbanden met andere olieproducerende en grote olieconsumerende landen. Saoedi-Arabië is ervan beschuldigd tolerant te zijn ten opzichte van islamitisch extremisme.
Saoedi-Arabië is een van de oprichters van de Verenigde Naties en ondertekende het Handvest van de Verenigde Naties in 1945. Het land speelt een prominente rol in het Internationaal Monetair Fonds, de Wereldbank en is lid van de G20. Ook heeft het een belangrijke rol in de Arabische en islamitische instellingen voor financiële hulp en ontwikkelingshulp. Het is een van de grootste donoren in de wereld en geeft steun aan een aantal Arabische, Afrikaanse en Aziatische landen. In Jeddah is het secretariaat van de Organisatie voor Islamitische Samenwerking gevestigd en van haar in 1973 opgerichte dochterorganisatie de Islamitische Ontwikkelingsbank.
Als stichtend lid van de OPEC heeft ze over het algemeen als beleid om de olieprijs in de wereld te stabiliseren en te proberen scherpe schommelingen in de prijs te beperken. Het beleid op de lange termijn is gericht op het vasthouden van een stabiele markt op de lange termijn voor haar olie om westerse economieën niet in gevaar te brengen. Dit wordt gezien als bescherming van de financiële activa van het land, alsmede het verstrekken van politieke en militaire steun voor de Saoedische overheid. Door zijn enorme olievoorraden wordt het land gezien als swing producer en kan het zijn olieproductie snel opvoeren als daar vraag naar is. Uit een gelekte cable(telegram) bleek echter dat Saoedi-Arabië zijn oliereserves flink heeft overdreven.
Het land is lid van de volgende internationale organisaties:
- de Arabische Liga sinds 22 maart 1945
- de Verenigde Naties sinds 24 oktober 1945
- de Organisatie voor Islamitische Samenwerking sinds 25 september 1969
- de Cooperation Council for the Arab States of the Gulf sinds 25 mei 1981
- de Asia Cooperation Dialogue sinds 4 april 2005
- de Wereldhandelsorganisatie sinds 11 december 2005
- de Organisatie van Niet-gebonden Landen
- de Organisatie van olie-exporterende landen sinds december 1960
- de G20

## Cultuur
Saoedi-Arabië heeft eeuwenoude opvattingen en tradities, vaak afkomstig uit de Arabische tribale beschaving. Deze cultuur wordt versterkt door de strak puriteinse wahabitische vorm van de islam, die ontstond in de 18e eeuw en nu overheerst in het land. De vele beperkingen op het gedrag en de kleding worden strikt juridisch en maatschappelijk afgedwongen. Alcoholische dranken bijvoorbeeld zijn verboden en er is geen theater. Sinds 2018 zijn er bioscopen in het land, wat eerder verboden was. Meningsuiting in het openbaar over de binnenlandse politieke of sociale zaken worden ontmoedigd. Er zijn geen organisaties zoals politieke partijen of vakbonden.
Het dagelijks leven wordt gedomineerd door de islamitische voorschriften. Vijf keer per dag worden moslims opgeroepen tot het gebed vanaf de minaretten van moskeeën verspreid over het land. Vrijdag is de heiligste dag voor moslims. Het weekend is sinds juni 2013 veranderd en vastgesteld op vrijdag en zaterdag. In overeenstemming met de wahabitische doctrine worden maar twee religieuze feestdagen als publiekelijk erkend: het Suikerfeest en het Offerfeest. Viering van andere islamitische feestdagen zoals de verjaardag van de Profeet en Asjoera (een belangrijke feestdag voor de sjiieten) wordt alleen gedoogd wanneer deze lokaal en op kleine schaal worden gevierd. Openbare naleving van niet-islamitische religieuze feestdagen is verboden, met uitzondering van 23 september, die de eenwording van het koninkrijk herdenkt.

### Islamitisch erfgoed
Saoedi-Arabië, en in het bijzonder de Hidjaz, als de bakermat van de islam, heeft veel van de belangrijkste historische islamitische plaatsen zoals de twee heiligste plaatsen van Mekka en Medina. Een van de titels van de koning is Bewaarder van de Twee Heilige Moskeeën, de twee moskeeën zijn Al-Masjid al-Haram in Mekka, die de meest heilige plaats van de islam bevat, de Ka'aba, en de moskee van de Profeet in Medina die Mohammeds graf bevat.
Het Saoedische wahabisme staat echter vijandig tegenover elke vorm van eerbied die wordt gegeven aan historische of religieuze plaatsen van betekenis uit angst dat daardoor afgoderij ontstaat. Als gevolg daarvan hebben onder de Saoedische regels de Hidjaz-steden te lijden gehad onder aanzienlijke vernietiging van hun fysieke erfgoed en wordt geschat dat ongeveer 95% van Mekka's historische gebouwen, de meeste meer dan duizend jaar oud, zijn gesloopt. Hieronder vallen onder andere de moskee die oorspronkelijk werd gebouwd door de dochter (Fatima Zahra) van Mohammed en andere moskeeën opgericht door Abu Bakr (Mohammeds schoonvader en de eerste kalief), Umar (de tweede kalief), Ali ibn Abi Talib (Mohammeds schoonzoon en de vierde kalief) en Salman al-Farsi (een van Mohammeds metgezellen). Andere historische gebouwen die zijn vernietigd zijn onder meer het huis van Khadija, de vrouw van de Profeet, het huis van Abu Bakr, nu de site van het lokale Hilton-hotel, het huis van Ali-Oraid, de kleinzoon van de Profeet en de moskee van Abu-Qubais, nu de locatie van het paleis van de koning in Mekka.
Critici hebben dit beschreven als "Saoedi-vandalisme" en beweren dat in de afgelopen 50 jaar 300 historische plaatsen die in verband stonden met Mohammed, zijn familie of begeleiders verloren zijn gegaan. Er wordt vermeld dat er nu nog minder dan 20 plaatsen zijn in Mekka die nog dateren uit de tijd van Mohammed.

### Kleding
De Saoedi-Arabische kleding volgt strikt de principes van de hidjab (het islamitische principe van bescheidenheid, vooral in de kledij). De voornamelijk losse en vloeiende maar bedekkende kleding is geschikt voor het woestijnklimaat van Saoedi-Arabië.
Traditioneel dragen mannen meestal een hemd dat reikt tot aan de enkels. Het hemd is geweven van wol of katoen (bekend als een thawb) met een keffiyeh (een groot geblokt vierkant van katoen, op zijn plaats gehouden door een agaal) of een ghutra (een effen wit vierkant gemaakt van fijnere katoen, ook op zijn plaats gehouden door een agaal) gedragen op het hoofd. Op de zeldzame koude dagen dragen Saoedi-mannen een kamelenharen mantel (bisht). Dameskleding is versierd met tribale motieven, munten, pailletten, metalen draad en appliques. Vrouwen moeten een abaya dragen of bescheiden gekleed zijn in het openbaar.
- Ghutrah (Arabisch: غتره ) is een traditionele hoofdtooi meestal gedragen door Arabische mannen. Het bestaat uit een vierkant doek, meestal van katoen, op diverse wijze gevouwen rond het hoofd. Het wordt algemeen gedragen in gebieden met een droog klimaat om bescherming te bieden tegen directe blootstelling aan de zon en ook ter bescherming van de mond en de ogen tegen opgeblazen stof en zand.
- Agal (Arabisch: عقال ) is een Arabisch hoofddeksel gemaakt van koord, dat wordt vastgemaakt rond de ghutrah om het op zijn plaats te houden. De agal is meestal zwart van kleur.
- Thawb (Arabisch: ثوب ) is het standaard Arabische woord voor kledingstuk. De lengte is tot op de enkel, meestal met lange mouwen te vergelijken met een robe.
- Bisht (Arabisch: بشت ) is een traditionele Arabische mannenmantel meestal alleen gedragen bij speciale gelegenheden zoals bruiloften.
- Abaja (Arabisch: عباية ) is een kledingstuk voor vrouwen. Het is een zwarte mantel, die losjes het hele lichaam bedekt, behalve het hoofd. Sommige vrouwen kiezen ervoor om hun gezicht te bedekken met een nikab.

### Sport
Voetbal is de nationale sport in Saoedi-Arabië. Duiken, windsurfen, zeilen en basketbal zijn ook populair en worden zowel door mannen als vrouwen beoefend. Het Saoedi-Arabische nationale basketbalteam won brons tijdens het Asian Championship in 1999. Meer traditionele sporten zoals kamelenraces werden populair in de jaren 1970. Een stadion in Riyad houdt races in de winter. De jaarlijkse King's Camel Race, begonnen in 1974, is een van de belangrijkste van de sportwedstrijden en trekt dieren en ruiters uit de hele regio. Sinds 2021 wordt de Grand Prix van Saoedi-Arabië verreden in zowel de Formule 1 als de Formule 2.

### Keuken
De Saoedi-Arabische keuken is vergelijkbaar met die van de omringende Arabische landen in de Perzische Golf en is sterk beïnvloed door de Turkse, Perzische en Afrikaanse keuken. Islamitische spijswetten worden afgedwongen: varkensvlees wordt niet gebruikt en andere dieren worden halal geslacht. Een gerecht dat bestaat uit een gevuld lam, bekend als khūzī, is het traditionele nationale gerecht. Kebabs zijn populair. Net als in andere Arabische landen rond de Perzische Golf is ook machbūs, een rijstgerecht met vis of garnalen, populair. Platte ongezuurde broden zijn een hoofdbestanddeel van vrijwel elke maaltijd, net als de dadel en vers fruit. Koffie, geserveerd in de Turkse stijl, is de traditionele drank.